# Interlignage (transport)
Pour les articles homonymes, voir Interlignage.
Dans le domaine du transport de voyageurs, l'interlignage est une technique de graphicage consistant à faire circuler un même véhicule sur plusieurs lignes au cours de son service.

## Intérêt
L'intérêt principal de l'interlignage est l'optimisation des coûts par la mutualisation des ressources entre plusieurs lignes, tout en minimisant les temps improductifs. Il peut également être utile lorsqu'il existe un flux important de voyageurs circulant d'une ligne à une autre pour leur éviter une correspondance.
Enfin, dans certains cas, l'interlignage est rendu obligatoire de par la topographie des lieux (impossibilité de faire demi-tour par exemple).